# Acosmetura platycata
Acosmetura platycata is een rechtvleugelige insectensoort uit de familie van de sabelsprinkhanen (Tettigoniidae).
Acosmetura platycata werd voor het eerst wetenschappelijk beschreven door Shi en Zheng in 1994 als Phlugiolopsis platycata. De soort is door Liu, Zhou & Bi ingedeeld in het geslacht Acosmetura.

## Synoniemen
- Phlugiolopsis platycata Shi & Zheng, 1994[1]